# Cordarrelle Patterson
Pour les articles homonymes, voir Patterson.
(en) Statistiques sur pro-football-reference
Cordarrelle Patterson, né le 17 mars 1991, est un joueur de football américain qui évolue dans la franchise des Steelers de Pittsburgh en National Football League (NFL).
Il a auparavant joué pour les Vikings du Minnesota, les Raiders d'Oakland, les Patriots de la Nouvelle-Angleterre, les Bears de Chicago et les Falcons d'Atlanta.
En octobre 2013, sur un retour de coup de pied d'engagement (kickoff), Patterson marque un touchdown et égale le record de la plus longue action en NFL avec 109 yards. Le record est co-détenu avec Antonio Cromartie. Cette action établit aussi un record pour la plus longue action sur un coup de pied d'engagement.
En novembre 2020, Patterson égale le nombre de touchdowns marqués sur un retour de coup de pied d'engagement avec 8. Le record est co-détenu par Joshua Cribbs et Leon Washington. Ce même retour de coup de pied d'engagement de 104 yards bat le record du plus long touchdown marqué sur un retour de coup de pied d'engagement pour les Bears, record détenu jusque-là par Gale Sayers avec 103 yards,.

## Palmarès
- Vainqueur du Super Bowl LIII avec les Patriots de la Nouvelle-Angleterre.